# Class 318
De Class 318 is een in Groot-Brittannië gebruikt treinstel bestemd voor personenvervoer. De treinstellen zijn in dienst bij First ScotRail.